# Dekanat Dzierzgoń
Dekanat Dzierzgoń – jeden z 20 dekanatów w rzymskokatolickiej diecezji elbląskiej.

## Parafie
W skład dekanatu wchodzi 9 parafii:
- Parafia św. Jana Chrzciciela – Bągart
- Parafia Trójcy Przenajświętszej – Dzierzgoń
- Parafia św. Anny – Krasna Łąka
- Parafia Podwyższenia Krzyża Świętego – Kwietniewo
- Parafia Wniebowzięcia NMP – Myślice
- Parafia Wniebowstąpienia Pańskiego – Stary Dzierzgoń
- Parafia św. Maksymiliana Marii Kolbe – Waplewo Wielkie
- Parafia św. Jana Apostoła – Zalewo
- Parafia św. Antoniego Padewskiego – Mikołajki Pomorskie

## Sąsiednie dekanaty
Elbląg – Południe, Malbork I, Miłomłyn, Morąg, Pasłęk II, Prabuty, Susz, Sztum